# Драгољуб Стефановић Милинко
Драгољуб Стевановић Милинко (Београд, 28. јануар 1923 – Зајечар, 1945), један од организатора скојевске организације у Неготину, учесник Народноослободилачке борбе, носилац Партизанске споменице 1941.

## Биографија
Драгољуб Љубомира Стевановић рођен је 28. јануара 1923. године у Београду. У гимназији коју је похађао у Неготину укључио се у омладински револуционарни покрет и 1940. године био један од оснивача скојевске организације у овој школи и њен секретар.

## Политички рад
Још као ученик Драгољуб Стевановић Милинко укључио се активно у рад илегалног покрета у Неготинској крајини. Забележено је да је прослава 1. маја 1941. године организована у његовој кући, а присуствовали су јој Драгољуб Стевановић Козак, Мирослав Тошић, Жарко Петровић, Чедомир Јанковић, Живан Ружић и други у то време веома активни скојевци. 
У Комунистичку партију Југославије примљен је 1942. године. Заједно са Стојанком Радосављевић Наташом из Учитељске школе и Јанком Јованом Нинићем из Пољопривредне школе на Букову Милинко је био у скојевском руководству Неготина. 
Почетком пролећа 1943. Окружни комитет КПЈ Зајечар добио је обавештење да Специјална полиција из Ниша припрема серију хапшења неготинских омладинаца. Одмах је обавештен међусрески комитет КПЈ у Неготину који је затражио да се организује слање у одред свих компромитованих омладинаца, али је тај задатак делимично извршен. Најпре је из Букова у одред стигао Драгомир Радојичић који је организовао излазак из Неготина Добриле Радосављевић са ћерком Вером и сином Николом, ученице Учитељске школе Стојанке Радосављевић, гимназијалца Драгољуба Стевановића, а после десетак дана и Јована Нинића. У Неготину је од 15. до 22. априла 1943. ухапшено у више наврата велики број младих скојеваца и родољуба међу којима и Мариолу Петровић, Живку Радосављевић, мајку Стојанке и Миомира Радосављевића, која је након десетак дана стрељана на Бубњу у Нишу, Маринка Благојевића и друге.
Драгољуб Милинчић одлази у Зајечарски партизански одред „Миленко Брковић Црни” где је био помоћник политичког комесара Првог батаљона, а потом и у Девету српску ударну бригаду у којој је, такође, обављао исту функцију. Носилац је Партизанске споменице 1941. 

## Смрт
По ослобођењу земље био је члан  Окружног комитета КПЈ Зајечар и организациони секретар Обласног комитета КПЈ Зајечар. Од последица рата убрзо је оболео од туберкулозе и преминуо 1945.